# Маэда, Тосинари
Маркиз Тосинари Маэда (яп. 前田利為侯爵 Маэда Тосинари кё:сяку, 5 июня 1885 — 5 сентября 1942) — японский генерал, 1-й командующий японскими силами на севере Борнео (охватывали территорию современных Саравака, Брунея, Лабуана и Северного Борнео) во время Второй мировой войны.

## Биография
Тосинари Маэда родился пятым сыном бывшего даймё Маэды Тосиаки из области Нанокаити в провинции Кодзукэ (современный город Томиока, префектура Гумма). Был признан наследником основной ветви клана Маэда в 1900 году. Титул маркиза и 16-го главы клана Маэда были присвоены ему 13 июня 1900 года. Его детским именем было Сигэру (茂).
Как это часто бывало с сыновьями аристократии кадзоку, он служил в палате пэров японского парламента в 1910 году, продолжая военное образование. В 1911 году окончил 23-й класс Военной академии с отличием и по окончании учёбы был награждён Императорским мечом. В 1913 году он отправился в Германию для дальнейшего обучения, а с началом 1-й мировой войны переехал учиться в Великобританию.
7 августа 1923 года был назначен командиром батальона 4-го полка Императорской гвардии Японии.
С 26 июля 1927 по 1 августа 1930 года занимал должность военного атташе в Великобритании. По возвращении в 1930 году он был назначен командиром 2-го полка Императорской гвардии. В 1935 году был назначен членом Генерального штаба Императорской армии Японии. С 1936 по 1937 год был суперинтендантом Военного училища армии, а 2 августа 1937 года ему было присвоено звание генерал-лейтенанта и он был назначен командующим 8-й дивизией Японской императорской армии. 31 января 1939 года уволился с действительной службы и был зачислен в резерв.
С началом войны на Тихом океане Маэда был отозван на действительную службу и 6 апреля 1942 года назначен командующим театром боевых действий на Борнео.

## Гибель

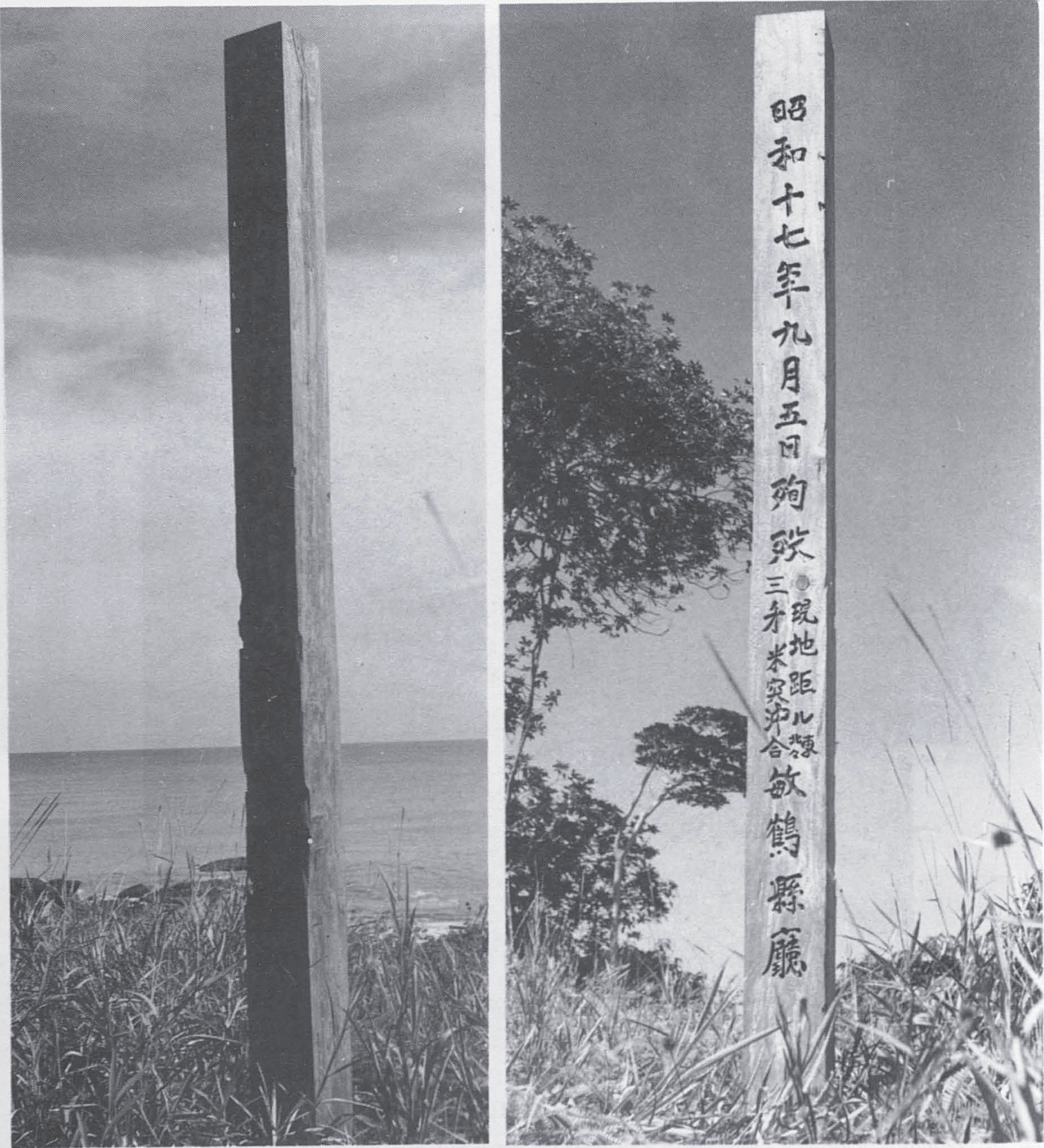
Деревянный мемориальный столб, установлен рядом с местом, где было найдено тело Маэды недалеко от побережья Бинтулу.

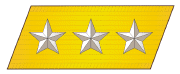
Звание полного генерала просвоено Маэде посмертно

5 сентября 1942 года в Падунгане (Кучинг) были казнены пять человек, пойманных за кражу бензина. При казни присутствовал и Маэда.
После этого Маэда сел на самолёт в Лабуан, чтобы торжественно открыть аэропорт, которому было присвоено его имя. Однако он так и не долетел. Спустя месяц выяснилось, что самолёт потерпел крушение у побережья Танджунг Дату (Бинтулу). Причина авиакатастрофы неизвестна.
Посмертно Маэда был произведён в звание полного генерала.
Остров Лабуан в период оккупации был переименован в его честь.
Позже японцы установили в Бинтулу памятник в виде деревянного столба из редкого белианского дерева (Eusideroxylon zwageri, борнейский лавр, борнейское железное дерево). После войны деревянный шест был возвращён в Японию семьёй Маэда. Мемориал, посвящённый генералу, находится на Исторической площади Лабуанского музея.

## Поместья

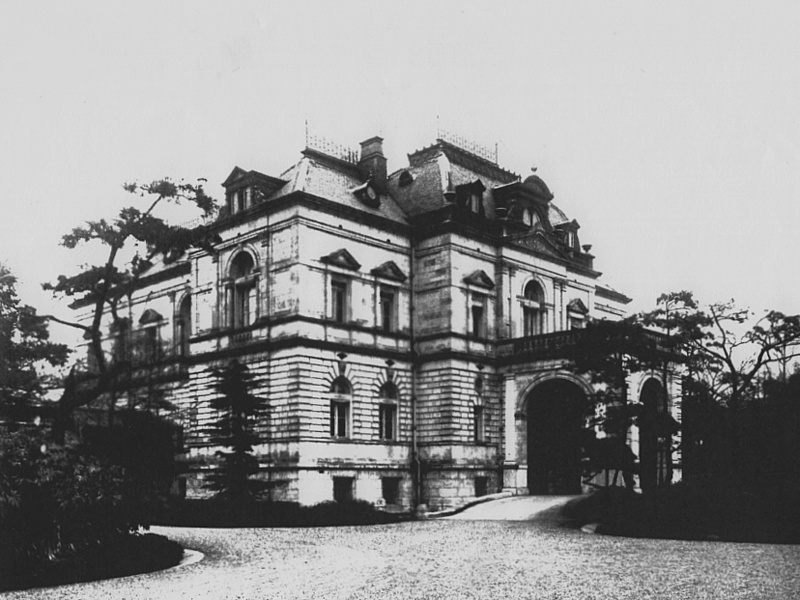
Поместье Маэды в Токио (вид до войны)

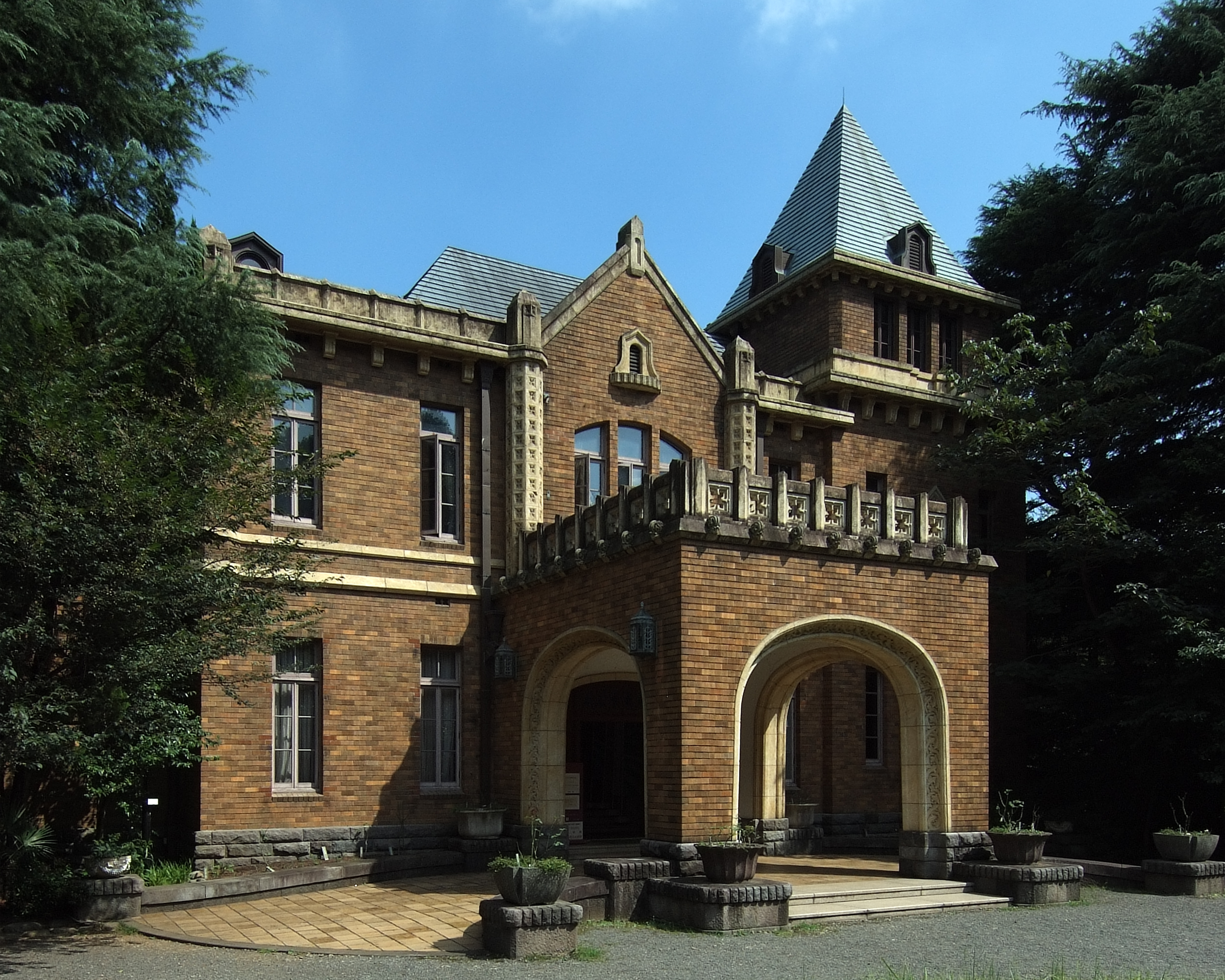
Бывшее поместье Маэды, ныне музей, в парке Комаба

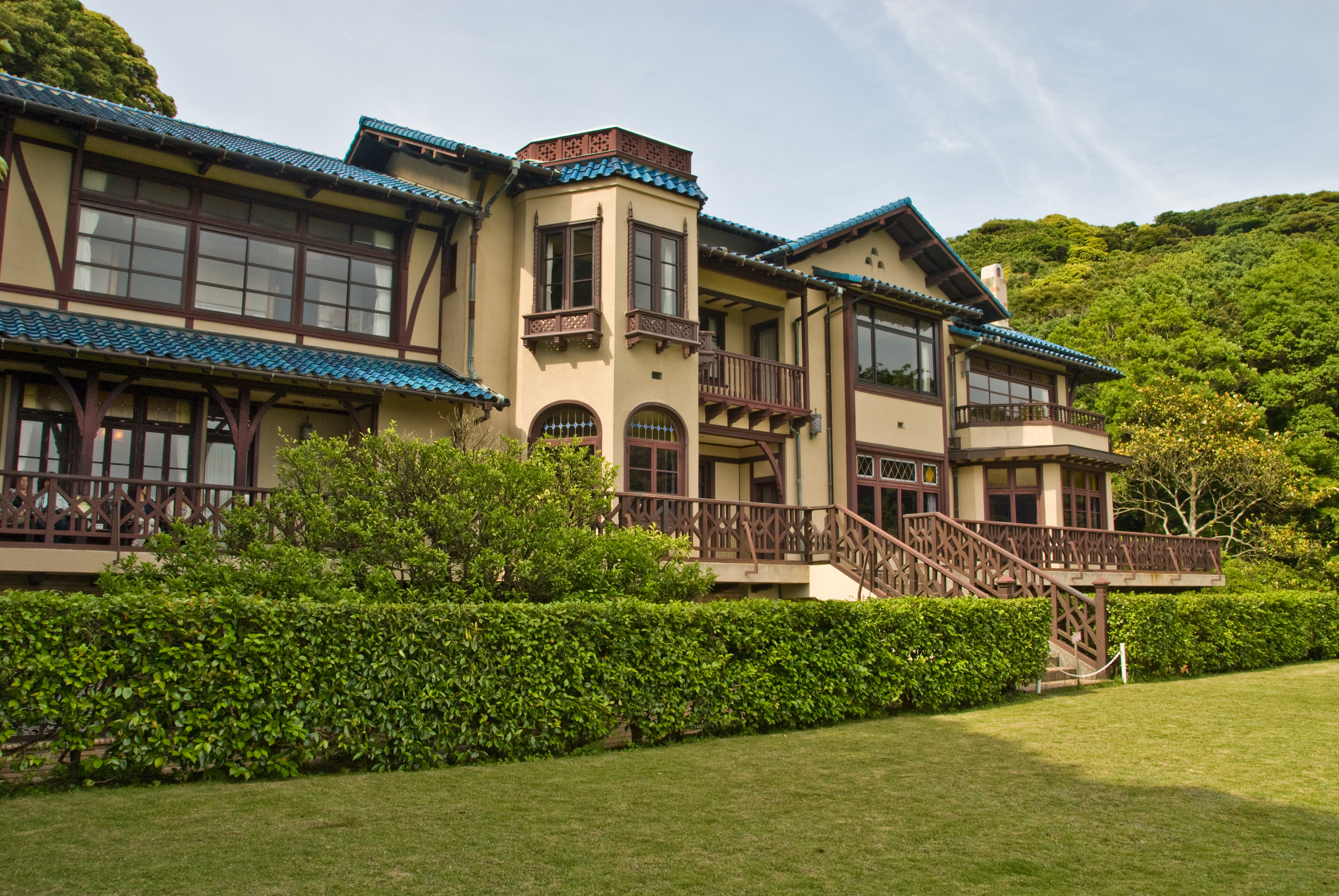
Литературный музей в Камакуре — ещё одно бывшее поместье Маэды.

Бывший дом Маэды, построенный в 1929 году в парке Комаба (муниципалитет Мэгуро, Токио), был сохранён как исторический центр парка Комаба. После окончания Второй мировой войны он был реквизирован Союзным оккупационным командованием для использования в качестве резиденции генералом Эннисом Уайтхедом, командующим 5-й воздушной армией, а затем генералом Мэтью Риджуэем. В 1957 году право собственности было передано муниципалитету Мэгуро. На части территории поместья был открыт Японский музей современной литературы.
Аналогично, его бывший летний особняк в Камакуре, построенный в 1936 году, использовался в качестве летней резиденции премьер-министром Японии Эйсаку Сато, а затем был передан городу Камакура для использования в качестве Литературного музея Камакуры.

## Семья
- Отец: Маэда Тосиаки (1850—1896)
- Приёмный отец и тесть: Маэда Тосицугу (1858—1900)
- Жёны:
  - Намико Маэда, дочь Маэды Тосицугу
    - сын Тоситацу Маэда (1908—1989)

  - Кикуко Маэда (1903—1986)
    - дочь Миико Сакаи (1926—1999), вышла замуж за Тадамото Сакаи. Автор научно-популярной литературы, написав несколько работ о кадзоку и их трагической истории в период Сёва в Японии.
    - сын Тосихиро Маэда (род. 1929)
    - дочь Ёко